# Gouvernement Bourgès-Maunoury
 (août 2017).
Si vous disposez d'ouvrages ou d'articles de référence ou si vous connaissez des sites web de qualité traitant du thème abordé ici, merci de compléter l'article en donnant les références utiles à sa vérifiabilité et en les liant à la section « Notes et références ».
Quatrième République
Gouvernement Guy Mollet Gouvernement Félix Gaillard
Le gouvernement Maurice Bourgès-Maunoury est le gouvernement de la France du 12 juin au 30 septembre 1957.

## Chronologie

### 1957
- 21 mai : chute du gouvernement Guy Mollet.
- 12 juin : début du gouvernement Maurice Bourgès-Maunoury ; le gouvernement obtient la confiance de l'Assemblée nationale à la majorité simple de 240 voix pour et 194 contre sur 595 députés[1].
- 12 août : « Opération 20 % », dévaluation déguisée du franc français.
- 30 septembre : chute du gouvernement Maurice Bourgès-Maunoury, l'Assemblée nationale lui refusant la confiance (279 voix contre et 253 pour).
- 17 octobre : Antoine Pinay est appelé par le Président de la République à former un gouvernement.
- 18 octobre : refus par l’Assemblée nationale de l’investiture d’Antoine Pinay.
- 22 octobre : Guy Mollet est appelé à former un gouvernement.
- 28 octobre : refus par l’Assemblée nationale de l’investiture de Guy Mollet.
- 6 novembre : début du gouvernement Félix Gaillard qui obtient enfin l'investiture après cinq semaines de crise.

## Féminisation du gouvernement
Le gouvernement compte une femme ministre, en la personne de Jacqueline Thome-Patenôtre, sous-secrétaire d'État au Logement et à la Reconstruction.

## Composition

### Président du Conseil
| Image | Fonction             |  | Nom                      | Parti |
| ----- | -------------------- |  | ------------------------ | ----- |
|       | Président du Conseil |  | Maurice Bourgès-Maunoury | RAD   |

### Ministres d'État
| Image | Fonction        |  | Nom                    | Parti |
| ----- | --------------- |  | ---------------------- | ----- |
|       | Ministre d'État |  | Félix Houphouët-Boigny | RDA   |

### Ministres
| Image | Fonction                                                        |  | Nom                         | Parti |
| ----- | --------------------------------------------------------------- |  | --------------------------- | ----- |
|       | Ministre de la Justice                                          |  | Édouard Corniglion-Molinier | DVD   |
|       | Ministre des Affaires étrangères                                |  | Christian Pineau            | SFIO  |
|       | Ministre de l'Intérieur                                         |  | Jean Gilbert-Jules          | RAD   |
|       | Ministre de la Défense nationale et des Forces armées           |  | André Morice                | PRS   |
|       | Ministre des Finances, des Affaires économiques et du Plan      |  | Félix Gaillard              | RAD   |
|       | Ministre de l'Éducation nationale, de la Jeunesse et des Sports |  | René Billères               | RAD   |
|       | Ministre des Travaux publics, des Transports et du Tourisme     |  | Édouard Bonnefous           | UDSR  |
|       | Ministre de la France d'outre-mer                               |  | Gérard Jaquet               | SFIO  |
|       | Ministre des Affaires sociales                                  |  | Albert Gazier               | SFIO  |
|       | Ministre des Anciens combattants et Victimes de guerre          |  | André Dulin                 | RAD   |
|       | Ministre de l'Algérie                                           |  | Robert Lacoste              | SFIO  |
|       | Ministre du Sahara                                              |  | Max Lejeune                 | SFIO  |

### Secrétaires d'État
| Image | Fonction |  | Nom                                               | Parti |
| ----- | --- |  | ------------------------------------------------- | ----- |
|       | Secrétaire d'État à la Présidence du Conseil, chargé des Relations avec les Assemblées                      |  | Georges Galy-Gasparrou (à partir du 17 juin 1957) | RAD   |
|       | Secrétaire d'État à la Présidence du Conseil, chargé de l'Information                                       |  | Michel Soulié (à partir du 17 juin 1957)          | RAD   |
|       | Secrétaire d'Etat à la présidence du Conseil chargé de la Fonction publique et de la Réforme administrative |  | Jean Meunier (à partir du 17 juin 1957)           | SFIO  |
|       | Secrétaire d'État aux Affaires étrangères                                                                   |  | Maurice Faure (à partir du 17 juin 1957)          | RAD   |
|       | Secrétaire d'État aux Affaires marocaines et Tunisiennes                                                    |  | Émile Claparède (à partir du 17 juin 1957)        | RAD   |
|       | Secrétaire d'État à l'Intérieur                                                                             |  | Maurice Pic (à partir du 17 juin 1957)            | SFIO  |
|       | Secrétaire d'État aux Forces armées, chargé des Affaires algériennes                                        |  | Pierre Métayer (à partir du 17 juin 1957)         | SFIO  |
|       | Secrétaire d'État aux Forces armées (Marine)                                                                |  | Franck Arnal (à partir du 17 juin 1957)           | SFIO  |
|       | Secrétaire d'État aux Forces armées (Air)                                                                   |  | Henri Laforest (à partir du 17 juin 1957)         | RAD   |
|       | Secrétaire d'État au Budget                                                                                 |  | Jean-Raymond Guyon (à partir du 17 juin 1957)     | SFIO  |
|       | Secrétaire d'État aux Affaires économiques                                                                  |  | Émile Hugues (à partir du 17 juin 1957)           | RAD   |
|       | Secrétaire d'État à l'Énergie                                                                               |  | Édouard Ramonet (à partir du 17 juin 1957)        | PRS   |
|       | Secrétaire d'État l'Industrie et au Commerce                                                                |  | Arthur Conte (à partir du 17 juin 1957)           | SFIO  |
|       | Secrétaire d'État à l'Agriculture                                                                           |  | Pierre de Félice (à partir du 17 juin 1957)       | RAD   |
|       | Secrétaire d'État à l'Équipement et au Plan                                                                 |  | Kléber Loustau (à partir du 17 juin 1957)         | SFIO  |
|       | Secrétaire d'État à la Reconstruction et au Logement                                                        |  | Bernard Chochoy (à partir du 17 juin 1957)        | SFIO  |
|       | Secrétaire d'État aux PTT                                                                                   |  | Eugène Thomas (à partir du 17 juin 1957)          | SFIO  |
|       | Secrétaire d'État aux Arts et aux Lettres                                                                   |  | Jacques Bordeneuve (à partir du 17 juin 1957)     | RAD   |
|       | Secrétaire d'État à la France d'outre-mer                                                                   |  | Modibo Keïta (à partir du 17 juin 1957)           | RDA   |
|       | Secrétaire d'État à la France d'outre-mer                                                                   |  | Hammadoun Dicko (à partir du 17 juin 1957)        | SFIO  |
|       | Secrétaire d'État au Travail et à la Sécurité sociale                                                       |  | Jean Minjoz (à partir du 17 juin 1957)            | SFIO  |
|       | Secrétaire d'État à la Santé publique et à la Population                                                    |  | André Maroselli (à partir du 17 juin 1957)        | RAD   |
|       | Secrétaire d'État à l'Algérie                                                                               |  | Marcel Champeix (à partir du 19 juin 1957)        | SFIO  |
|       | Secrétaire d'État à l'Algérie                                                                               |  | Chérif Sid Cara (à partir du 19 juin 1957)        | RAD   |
|       | Secrétaire d'État à l'Algérie                                                                               |  | Abdelkader Barakrok (à partir du 19 juin 1957)    | SE    |

### Sous-secrétaires d'État
| Image | Fonction                                                             |  | Nom                                                   | Parti |
| ----- | -------------------------------------------------------------------- |  | ----------------------------------------------------- | ----- |
|       | Sous-secrétaire d'État à la Présidence du Conseil                    |  | François Giacobbi (à partir du 17 juin 1957)          | RAD   |
|       | Sous-secrétaire d'État à la Présidence du Conseil                    |  | François Benard (à partir du 17 juin 1957)            | UDSR  |
|       | Sous-secrétaire d'État à la Présidence du Conseil                    |  | Jacques Périer (à partir du 17 juin 1957)             | RAD   |
|       | Secrétaire d'État à la Reconstruction et au Logement                 |  | Jacqueline Thome-Patenôtre (à partir du 17 juin 1957) | RAD   |
|       | Secrétaire d'État à l'Aviation civile                                |  | Achille Auban (à partir du 17 juin 1957)              | SFIO  |
|       | Secrétaire d'État à la Marine marchande                              |  | Jacques Faggianelli (à partir du 17 juin 1957)        | RAD   |
|       | Sous-secrétaire d'État aux Anciens combattants et Victimes de guerre |  | Antoine Quinson (à partir du 17 juin 1957)            | RAD   |

## Répartition partisane
| Parti                       | Parti                                             | Président du Conseil | Ministres d'État | Ministres | Secrétaires d'État | Sous secrétaires | Total |
| --------------------------- | ------------------------------------------------- | -------------------- | ---------------- | --------- | ------------------ | ---------------- | ----- |
| Répartition le 19 juin 1957 | Répartition le 19 juin 1957                       | 1                    | 1                | 12        | 25                 | 6                | 45    |
|                             | Parti républicain radical et radical-socialiste   | 1                    |                  | 4         | 10                 | 5                | 20    |
|                             | Rassemblement démocratique africain               |                      | 1                |           | 1                  |                  | 2     |
|                             | Section française de l'Internationale ouvrière    |                      | 5                | 12        | 1                  | 18               |       |
|                             | Parti radical-socialiste                          |                      | 1                | 1         |                    | 2                |       |
|                             | Union démocratique et socialiste de la Résistance |                      | 1                |           |                    | 1                |       |
|                             | Divers droite                                     |                      | 1                |           |                    | 1                |       |
|                             | Sans étiquette                                    |                      |                  | 1         |                    | 1                |       |